# Râul Brusturoasa
Râul Brusturoasa este un curs de apă, afluent al râului Trotuș. 

## Hărți
- Harta Munții Tarcău  Arhivat în 22 februarie 2010, la Wayback Machine.
- Harta Munții Ciucului  Arhivat în 28 ianuarie 2018, la Wayback Machine.